# Strophius signatus
Strophius signatus là một loài nhện trong họ Thomisidae.
Loài này thuộc chi Strophius. Strophius signatus được Octavius Pickard-Cambridge miêu tả năm 1892.